# Trzon grzyba

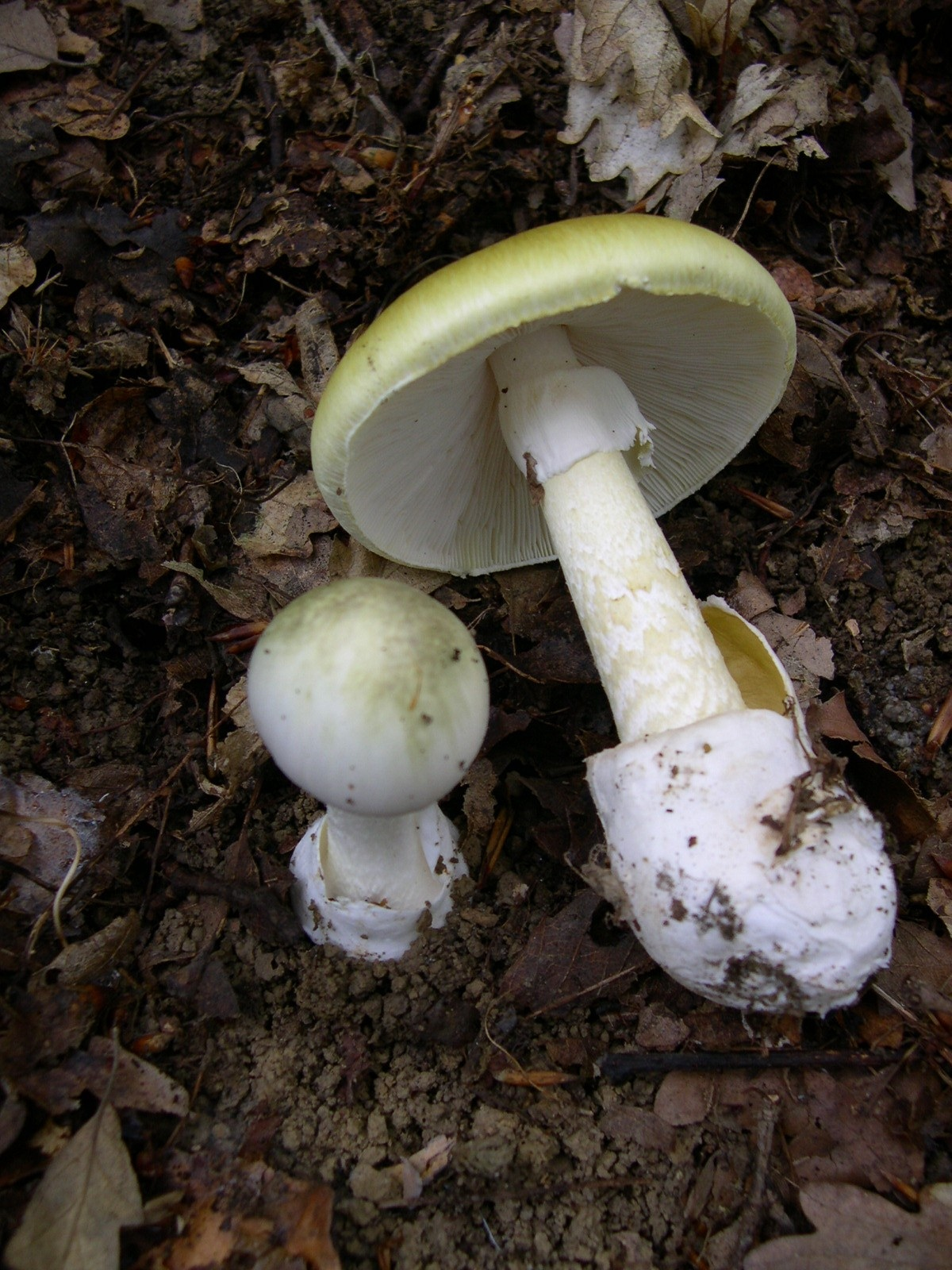
Trzon muchomora z pierścieniem i kieszonkowatą pochwą osłaniającą nasadę

Trzon grzyba – część owocnika, występująca u wszystkich grzybów kapeluszowych oraz u niewielkiej ilości grzybów bezkapeluszowych (o owocnikach typu hubowatego).

## Cechy budowy
Sposób osadzenia. Trzon może być osadzony na środku kapelusza (trzon centryczny), przesunięty nieco od środka, lub może wyrastać z boku kapelusza (trzony ekscentryczne).
Kształt. Trzony mogą być walcowate, stożkowate, pękate, maczugowate, lub płynnie przechodzące w kapelusz. Pod względem stosunku grubości trzonu do jego długości wyróżnia się trzony cienkie, grube, krótkie lub długie. Trzony mogą być proste lub wygięte.
Powierzchnia trzonu może być gładka, drobnoziarnista, gruboziarnista, łuskowata, owłosiona, kosmkowata, siateczkowata, rowkowana, żłobiona. Gdy pokryta jest bardzo drobnymi ziarenkami mówi się, że jest oprószona.
Wnętrze trzonu. W środku trzon może być pełny, pusty lub komorowaty. Często zmienia się to wraz ze starzeniem grzyba; młode trzony są pełne, stare stają się puste lub komorowate.
Podstawa trzonu (miejsce, gdzie wyrasta z podłoża) może być prosta, lub bulwiasta, jak np. u muchomorów. Czasami jest cała obrośnięta grzybnią. U niektórych grzybów trzon tkwi głęboko w ziemi (jak korzeń palowy u roślin). Jest to tzw. trzon korzeniasty. U podstawy niektórych grzybów występuje kieszonkowata pochwa. Powstaje ona z tzw. osłony całkowitej, jaka otacza cały owocnik młodego grzyba. Gdy owocnik rośnie, osłona ta pęka, a jej resztki pozostają na kapeluszu w postaci łatek (jak np. u muchomora czerwonego) oraz u nasady w postaci pochwy otaczającej trzon.
Pierścień. Występuje na trzonach niektórych grzybów. Powstaje on z innego typu osłony owocnika, tzw. osłony częściowej, łączącej trzon z brzegiem kapelusza, która również pęka podczas wzrostu owocnika, a jej resztki tworzą pierścień na trzonie. Pierścień ten może być gładki lub prążkowany, nieruchomy lub ruchomy. Czasami zanika na starszych owocnikach. U zasłonaków resztki osłony częściowej pozostają na trzonie jako pajęczynowata zasnówka.

cylindryczny
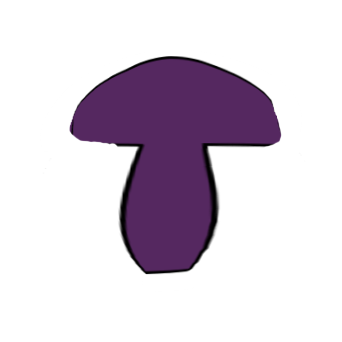
pękaty
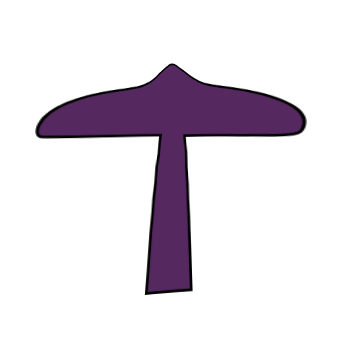
stożkowy
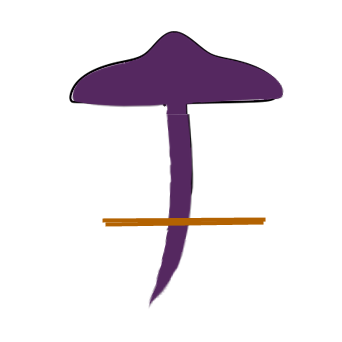
korzeniasty
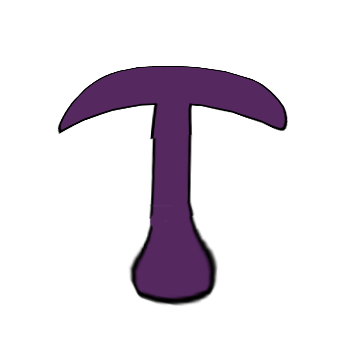
bulwiasty
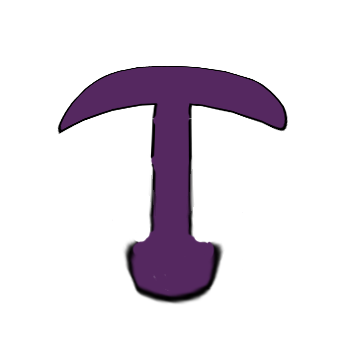
bulwiasty z pochwą
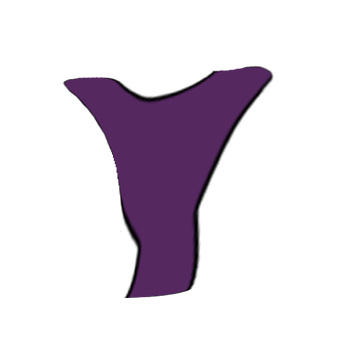
przechodzący w kapelusz

gładka
łuskowata
drobnoziarnista
gruboziarnista
owłosiona
strefowana
włóknista
rowkowana
żłobiona